# سيرجيو غونزاليس (لاعب كرة قدم مواليد 1992)
سيرجيو غونزاليس بويريير (ولد في 20 أبريل 1992) هو لاعب كرة قدم إسباني محترف يلعب في مركز قلب الدفاع أو لاعب الوسط الدفاعي مع نادي ليجانيس في الدوري الإسباني ويقوده.

## مسيرته الكروية
ولد غونزاليس في مدريد، وانضم إلى فريق ريال مدريد في عام 2008، قادماً من نادي خيتافي. في عام 2011، بعد الإنتهاء من تكوينه، انضم إلى فريق التفضيلي الإقليمي التابع لنادي لاس روزاس، وشارك لأول مرة خلال الموسم. انتقل غونزاليس إلى نادي AD فيلافيسيوسا دي أودون في الدوري الإسباني الدرجة الثالثة في يوليو 2012، حيث كان لاعبًا أساسيًا خلال الموسم، لكن فريقه عانى من الهبوط. في يوليو من العام التالي، وافق على عقد مع نادي AD ألكوركون، حيث تم تعيينه في الفريق الاحتياطي في نفس الدرجة.
في عام 2015، وقع جونزاليس مع نادي سان سيباستيان دي لوس رييس، الذي كان لا يزال في الدرجة الرابعة؛ وحقق الصعود إلى الدرجة الثانية ب في موسمه الأول، وكان الخيار الأول، وقاد الفريق في موسمه الثاني. في 15 يوليو 2017، وافق على عقد لمدة عام واحد مع نادي ريكريتيفو دي هويلفا في الدرجة الثالثة.
في 23 يوليو 2018، انضم جونزاليس، بصفته لاعبًا حرًا، إلى نادي الدرجة الثالثة CD ميرانديس في صفقة لمدة عام واحد. في 5 يوليو التالي، بعد تحقيق الصعود إلى الدرجة الثانية، جدد عقده لمدة عام آخر.
في 17 أغسطس 2019، وفي سن 27 عامًا، ظهر جونزاليس لأول مرة كلاعب محترف من خلال البدء في مباراة انتهت بالتعادل 2–2 خارج أرضه ضد رايو فاليكانو. سجل هدفه الأول في دوري الدرجة الثانية في 24 نوفمبر، مسجلاً الهدف الثاني لفريقه في هزيمة خارج أرضه 2-1 على ألباسيتي بالومبي.
في 10 أغسطس 2020، وافق جونزاليس على عقد مدته ثلاث سنوات مع نادي ليجانيس، الذي هبط حديثًا إلى الدرجة الثانية.

## الأوسمة
- نادي إس إس رييس، دوري أبطال أوروبا 2015–16
- نادي ميرانديس، كأس الاتحاد الإسباني
- نادي ليجانيس، الدوري الإسباني الدرجة الثانية: